# Ostana
Ostana (Oustana in Okzitanisch) ist eine italienische Gemeinde in der Provinz Cuneo (CN) in der Region Piemont und ist Mitglied der Vereinigung I borghi più belli d’Italia (Die schönsten Orte Italiens).

## Lage und Einwohner
Ostana liegt 64 km nordwestlich von der Provinzhauptstadt Cuneo und 55 km südwestlich von Turin entfernt, in den Cottischen Alpen. Der Ort liegt auf 1250 m über dem Meeresspiegel im gebirgigen oberen Teil des Valle Po, etwa 10 km Luftlinie von den Quellen des Po.  Das Gemeindegebiet von Ostana umfasst eine Fläche von ungefähr 16 km² und hat 89 Einwohner (Stand 31. Dezember 2023). Zur Gemeinde zählen noch die Weiler Ciampagna, Ciampetti, Durandin, Sant'Antonio, La Villa, San Bernardo, Bernardi, Serre, Miridò und Martino.
Die Nachbargemeinden sind Crissolo, Oncino und Paesana im Valle Po sowie jenseits der nördlichen Bergkette Bagnolo Piemonte und Barge im Val Pellice.

### Bevölkerungsentwicklung

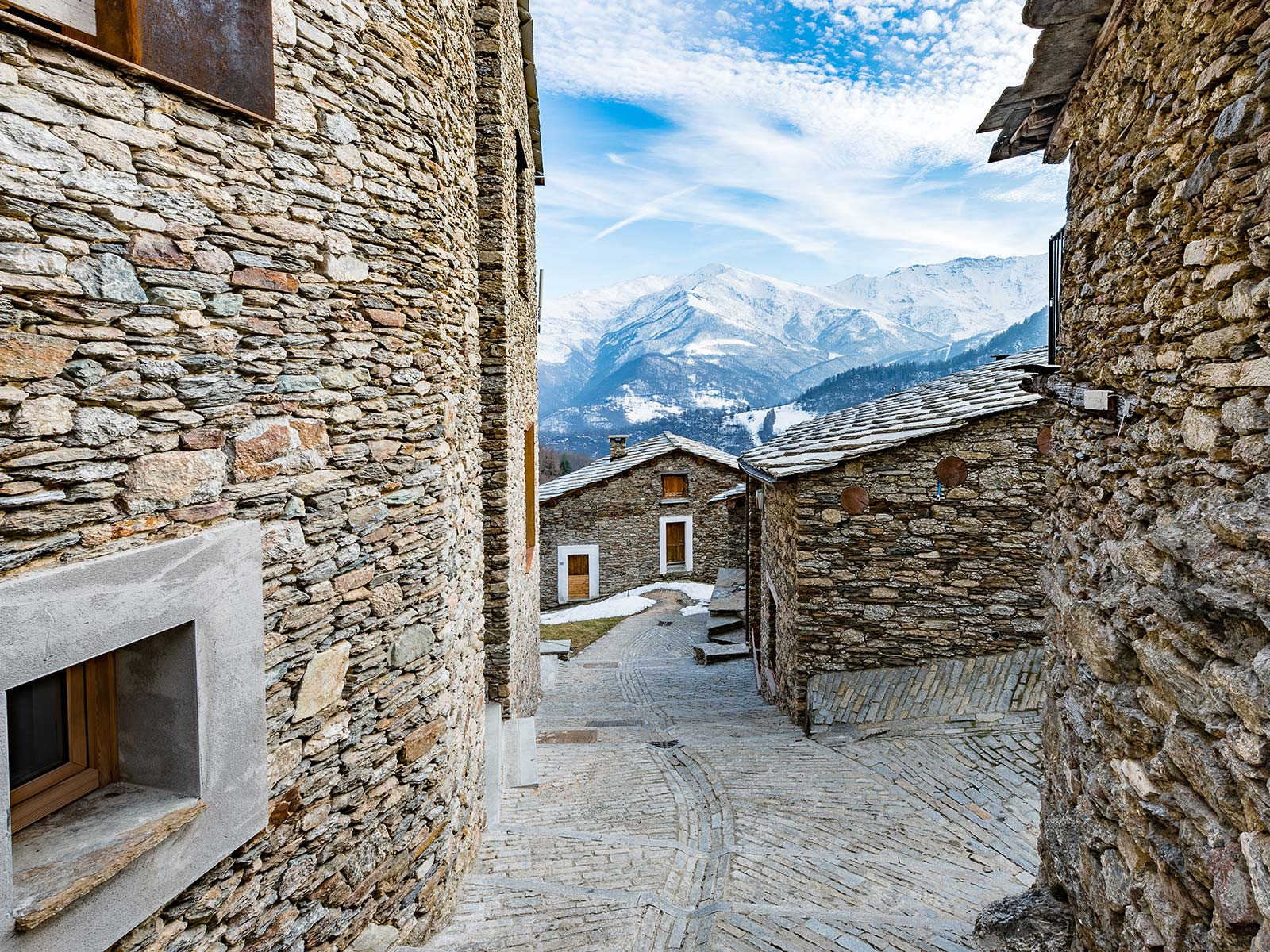
Ostana

Die Ortschaft Ostana verzeichnet seit 1921 einen konstanten, vergleichsweise raschen Bevölkerungsverlust. Die bis dato höchste Bevölkerungszahl von 1187 (Stand 1921) sank auf nunmehr 85 (Stand 2021). 2006 war der Tiefpunkt mit nur 68 Einwohnern erreicht. Anteilmäßig entsprach das einem Bevölkerungsverlust von über 93 Prozent innerhalb von 80 Jahren. Neuere Investitionen in den Tourismus (auch in Crissolo) sollen gegensteuern.

## Geschichte

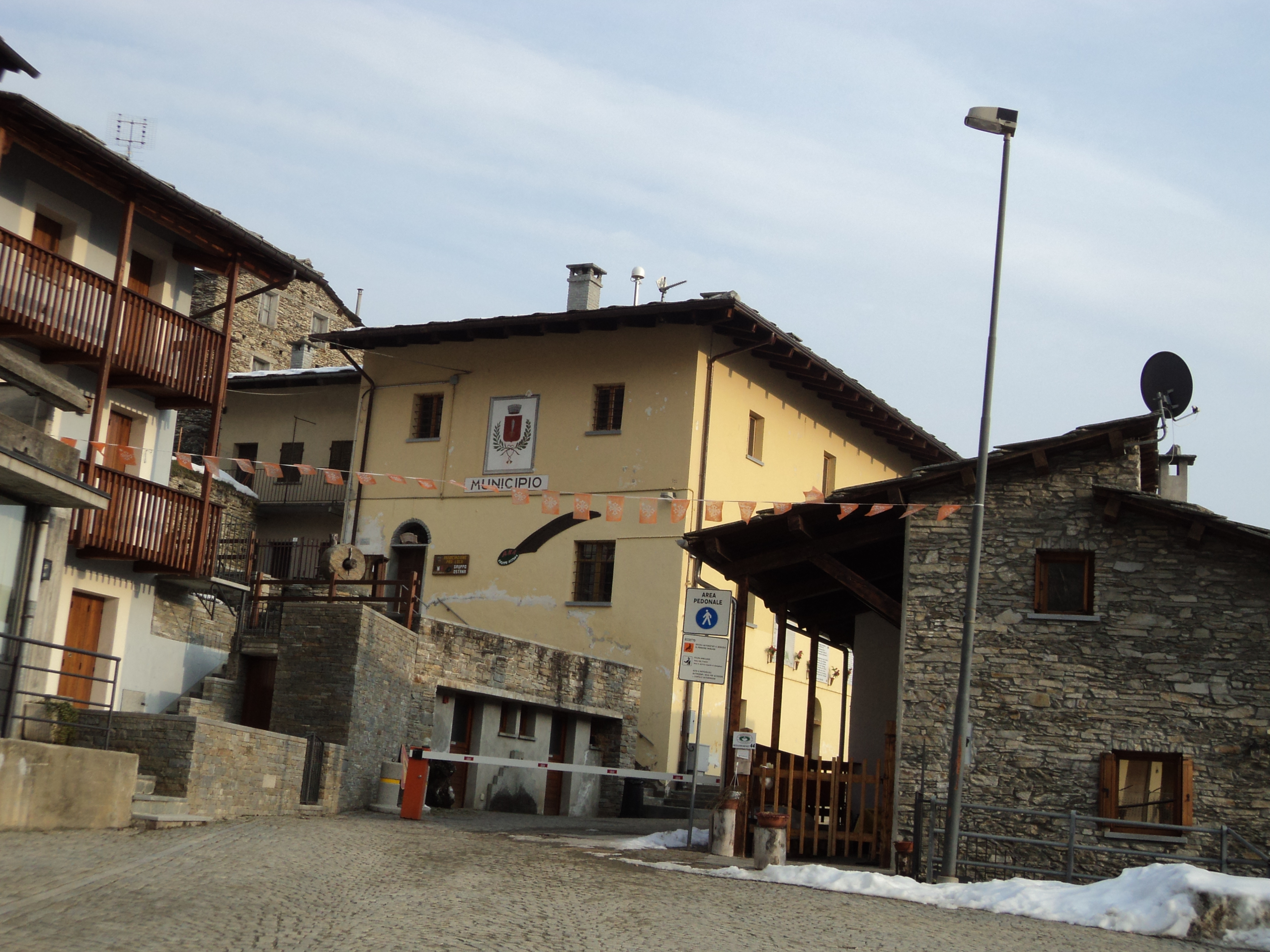
Ortsmitte

Der Ortsname wird in der Dokumentation als „Austana“ und „Autana“ sowie „augustana“ mit Bezug auf den Monat August angegeben. Das Dorf hat einen antiken Ursprung, wurde im 14. Jahrhundert teilweise an die Enganna, Herren von Barge, und teilweise an die Markgrafen Del Carretto belehnt, denen es jedoch 1329 wegen Hochverrats entzogen wurde.
1357 schloss sich ihnen Azzone an Saluzzo, Sohn des Marquis Tommaso II. Erst im Jahr 1425 erhielt es seine eigenen Statuten. In der zweiten Hälfte des 15. Jahrhunderts wurden die Saluzzo di Paesana die einzigen Herren des Ortes, nachdem sie den Teil der Gerichtsbarkeit erworben hatten, der noch immer von den Enganna über das Gebiet gehalten wurde. Am Ende des Jahrhunderts, genau im Jahr 1490, starben fast alle Einwohner einer schrecklichen Pest. Unter französischer Herrschaft war es weiterhin ein Lehen der Saluzzo-Herren von Paesana, doch 1588 wurde seine Gerichtsbarkeit an Felice Leone, Doktor der Rechtswissenschaften und Bürger von Saluzzo, verkauft. Seine Nachkommen erhielten 1626 den Titel eines örtlichen Grafen und wurden Teil des neuen, den Savoyern ergebenen Adels, der auch wichtige öffentliche Ämter innehatte, wie das des Ratsherrn und Bürgermeisters von Saluzzo. Die Herrschaft der Leones wurde jedoch 1685 von Graf Maria Saluzzo angefochten, da das Lehen unveräußerlich und nur durch Männer vererbbar gewesen sein sollte, da es stattdessen von Ester Saluzzo an die Leones verkauft worden war, die es von ihrem Bruder erhalten hatte Giovanni Giacomo, im Jahr 1745 wurde das Urteil verkündet, das den Besitz des Anwesens dem Grafen Carlo Tommaso Saluzzo übertrug, in dessen Familie es bis zum Ende des 18. Jahrhunderts blieb. Erst später ging es an die Familie Savoy über.
Zu den historisch-architektonischen Zeugnissen zählen zahlreiche Kirchen, unter denen die Kirche San Nicola hervorsticht, die sich in einer Panoramalage befindet. Bemerkenswert ist auch die Pfarrkirche aus dem 20. Jahrhundert.
Die Gemeinde ist seit 2006 Mitglied der Berggemeinschaft Comunità Montana Valli Po, Bronda e Infernotto.